# Kock
Kock è un comune urbano-rurale polacco del distretto di Lubartów, nel voivodato di Lublino.
Ricopre una superficie di 100,62 km² e nel 2006 contava 6 763 abitanti.